# Černovická terasa

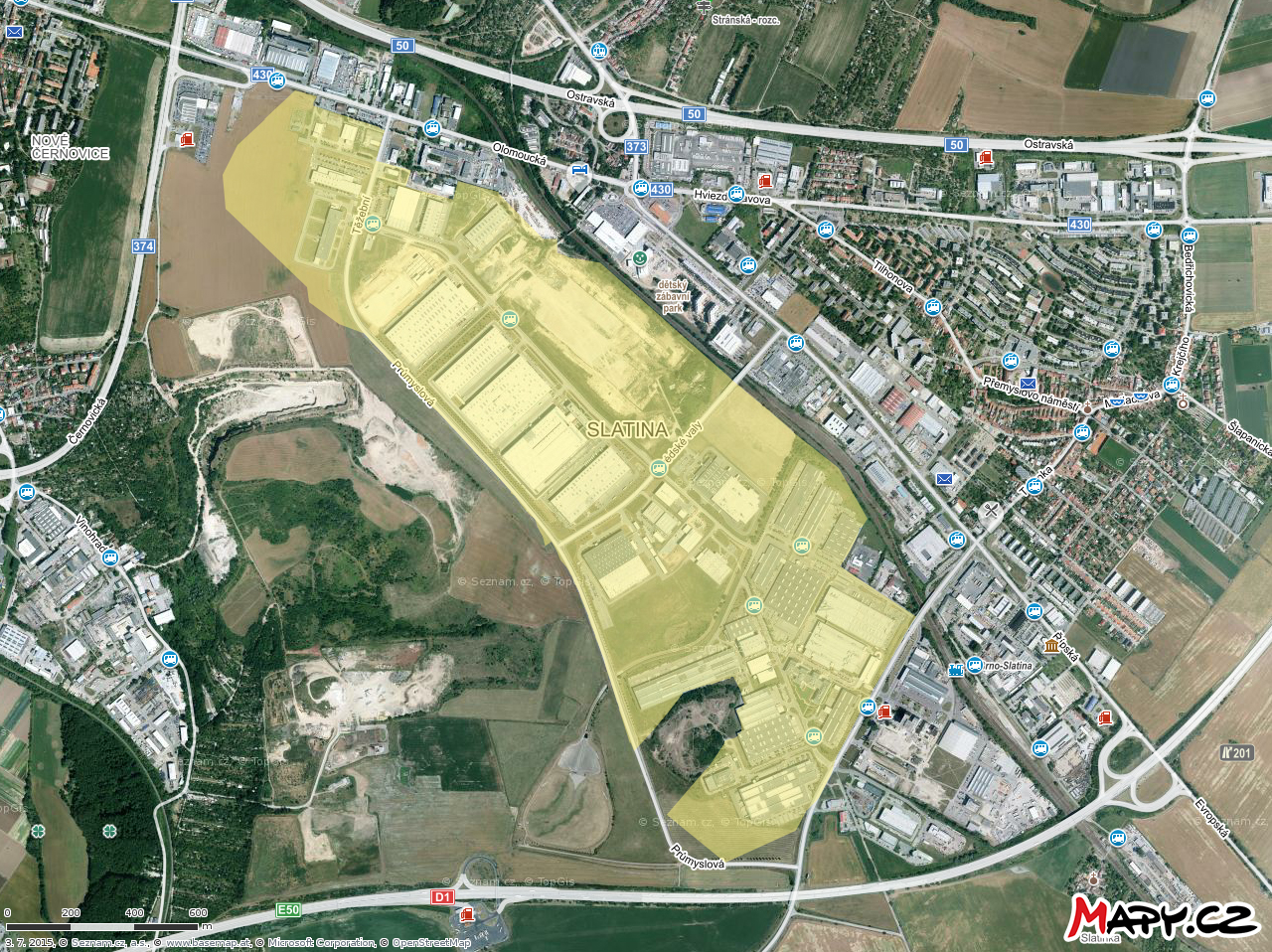
Letecký snímek průmyslové zóny Černovická terasa (zvýrazněna)

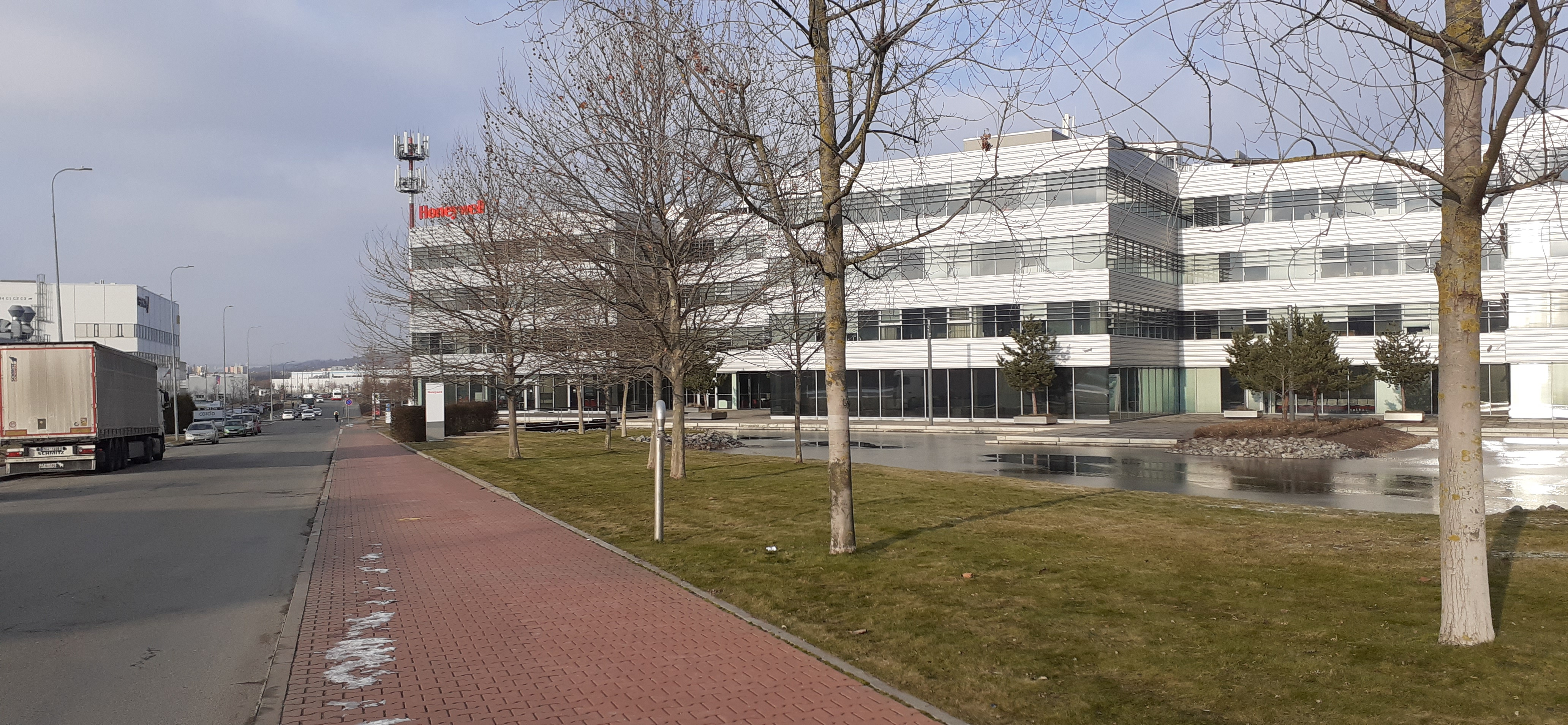
Budova se nachází na adrese Tuřanka 1387/100, u zastávky Černovická terasa II. Budova byla postavena v roce 2009, jako dvoukřídlá, avšak mezi lety 2012-2015 došlo k rozšíření na současný stav–⁠čtyři křídla.

Černovická terasa je průmyslová zóna zahrnující části území brněnských městských částí Slatina, Černovice a Tuřany (k. ú. Tuřany). Jádro oblasti o rozloze 200 hektarů leží na jihozápadě katastru městské části Brno-Slatina. Zde také roku 2001 postavila společnost Flextronics první budovu, kterou později získala společnost Honeywell. Několik budov průmyslové zóny se rozkládá na území dvou městských částí současně. V poslední době se rozvíjí výstavba především v černovické části průmyslové zóny. Je to jedna z největších průmyslových zón v České republice.[zdroj?]
Veřejnou dopravu po Černovické terase zajišťují městské autobusové linky 77, 75, E50, E75, 72, 73 a v noci linka N89. 

## Přírodně cenná lokalita
Kromě průmyslové zóny je Černovická terasa jednou ze tří ornitologicky nejvýznamnějších lokalit v Brně se 122 druhy ptáků, kteří žijí v zeleni v okolí Černovické pískovny a průmyslových hal. Česká společnost ornitologická v únoru 2021 upozornila, že cenná přírodní lokalita má být podle návrhu územního plánu zastavěna průmyslovou zónou.  